# Roques Blanques (Odèn)
Les Roques Blanques és un indret de 1.165 metres que es troba al municipi d'Odèn, a la comarca catalana del Solsonès.